# Vectus Verkehrsgesellschaft
Die Vectus Verkehrsgesellschaft mbH (Vectus,  von lateinisch vehi = fahren) war eine Verkehrsgesellschaft mit Sitz in Limburg an der Lahn. Sie übernahm 2004 den Regionalverkehr auf einem Streckennetz, das sich im Lahntal, im Westerwald und im Taunus erstreckt und als Westerwald-Taunus-Netz bezeichnet wird. Betrieblicher Mittelpunkt des Netzes war Limburg.

## Gründung
Die Gesellschaft wurde am 23. Juli 2003 gegründet. Ihre Gesellschafter waren die Hessische Landesbahn GmbH (HLB) mit 74,9 % und die Westerwaldbahn GmbH mit 25,1 % der Anteile. Beide Partner hatten als Bietergemeinschaft am 14. November 2002 gegen zahlreiche Mitbewerber – darunter DB Regio – den Zuschlag für ein rund 218 km langes Schienennetz in den Ländern Hessen und Rheinland-Pfalz bekommen, für eine Dauer von zehn Jahren. Der Verkehrsvertrag wurde am 10. Januar 2003 mit den Auftraggebern Zweckverband Schienenpersonennahverkehr Rheinland-Pfalz Nord (SPNV Nord) und Rhein-Main-Verkehrsverbund (RMV) geschlossen. Der SPNV Nord handelte dabei auch für Streckenteile, die im südlichen Nordrhein-Westfalen liegen. Vectus übernahm den Betrieb zum Fahrplanwechsel im Dezember 2004 mit 28 neuen Fahrzeugen und rund 70 Mitarbeitern.

## Auflösung
Im Oktober 2012 erhielt die Hessische Landesbahn den Zuschlag zur künftigen Bedienung des Westerwald-Netzes, das bis zum Ablauf des Zehnjahresvertrags im Jahr 2014 noch von der Vectus bedient wurde. Die Linie 20/21 wurde in das Taunus-Netz integriert, das die Hessische Landesbahn per Direktvergabe für weitere fünf Jahre erhielt. Der rheinland-pfälzische Teil der Lahntalbahn (Linie 25) ging als Teil eines neuen Liniennetzes an die DB Regio AG. Die Vectus Verkehrsgesellschaft mit ihrer Betriebszentrale in Limburg wurde aufgelöst. Alle Triebwagen wurden von der Hessischen Landesbahn übernommen und werden nur noch vereinzelt in der Limburger Werkstatt gewartet. Neben einer neuen Lackierung im HLB-Stil wurden an den Türen akustische Signale für Reisende mit Behinderung sowie ein Rollstuhlstellplatz mit Ruftaste angebracht. Die Fahrkartenautomaten in den Zügen wurden erneuert und grundlegenden Software-Updates unterzogen, auch Ticketangebote, welche bei der Vectus Verkehrsgesellschaft nicht erhältlich waren, wie beispielsweise das Quer-durchs-Land-Ticket oder das Rheinland-Pfalz-Ticket + Luxemburg waren nun an den Fahrscheinautomaten in den Zügen erhältlich. Auch wurden Entwerter für Verbundfahrscheine des Verkehrsverbund Rhein-Sieg und der Verkehrsgemeinschaft Westfalen-Süd sowie neue Haltestellenanzeigetafeln in den Fahrzeugen angebracht. Zudem wurde das Abteil der 1. Klasse von 16 auf acht Sitzplätze verkleinert.

## Strecken
Die von Vectus betriebenen Strecken waren – mit der Regionalbahn-Nummerierung des RMV:
- RB 20 Main-Lahn-Bahn, Limburg (Lahn) – Idstein – Niedernhausen
- RB 21 Ländchesbahn, Niedernhausen – Wiesbaden Hbf
- RB 25 Lahntalbahn
  - Limburg (Lahn) – Diez – Nassau – Bad Ems – Niederlahnstein – Koblenz Hbf
  - Limburg (Lahn) – Weilburg – Wetzlar – Gießen teilweise, im Auftrag der Hessischen Landesbahn
- RB 28 Oberwesterwaldbahn, Limburg (Lahn) – Staffel – Hadamar – Westerburg - Hachenburg – Altenkirchen – Au (Sieg)
- RB 29 Unterwesterwaldbahn, Limburg (Lahn) – Staffel – Montabaur – Dernbach - Wirges - Siershahn

Im Knotenpunkt Limburg bestand von den Vectus-Zügen Anschluss an die Züge der Deutschen Bahn; sie betreibt die Main-Lahn-Bahn nach Frankfurt/Main und Regional-Express-Züge auf der Lahntalbahn. Vom Bahnhof Limburg (Lahn) bestand ferner mit Linienbussen Anschluss an den Bahnhof Limburg Süd sowie direkter Anschluss im Bahnhof Montabaur an der Bahnstrecke Limburg-Staffel–Siershahn (Unterwesterwaldbahn) sowie in Wiesbaden.

## Fahrzeuge

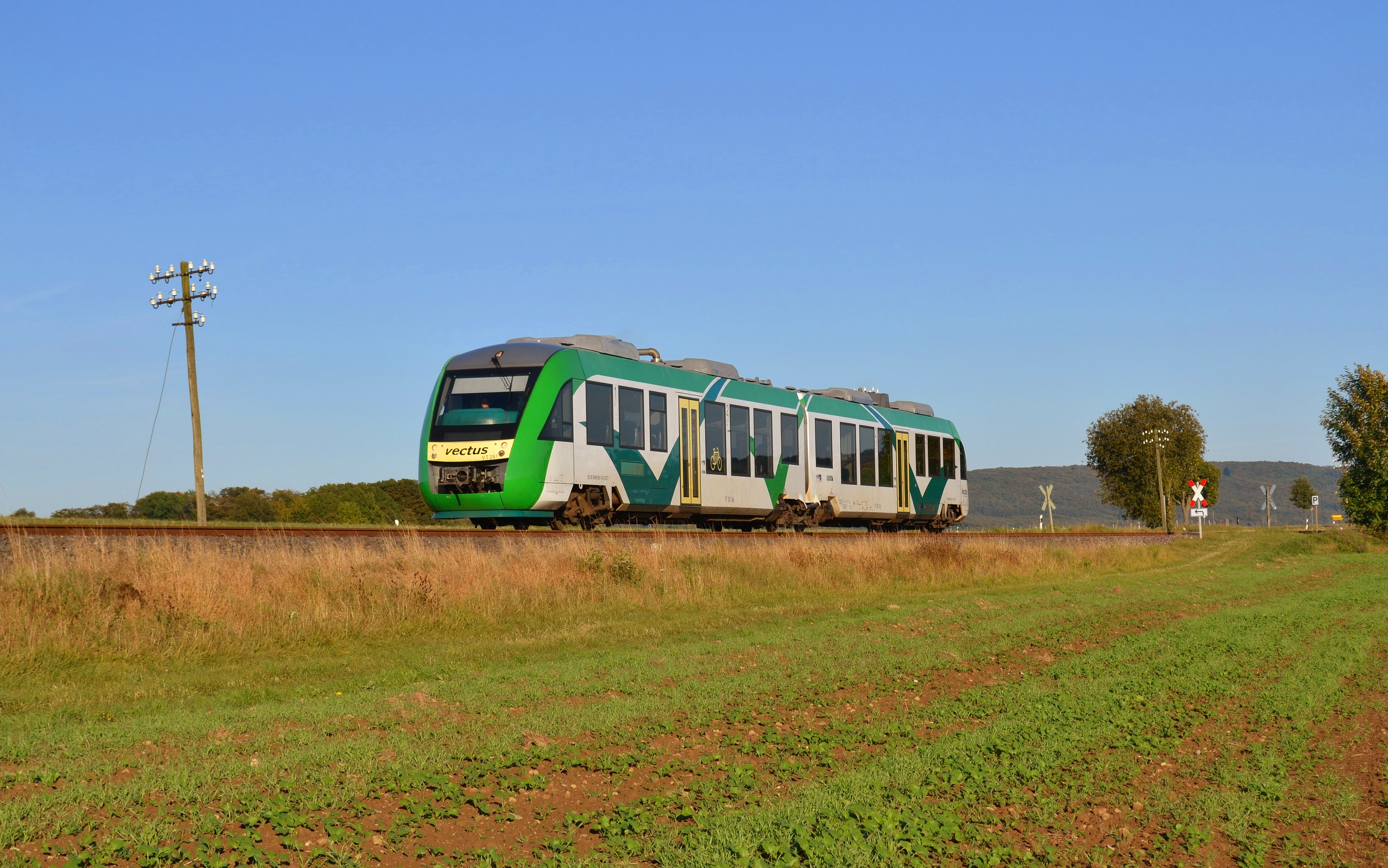
Ein Lint 41 der Vectus auf der Oberwesterwaldbahn nahe Hachenburg

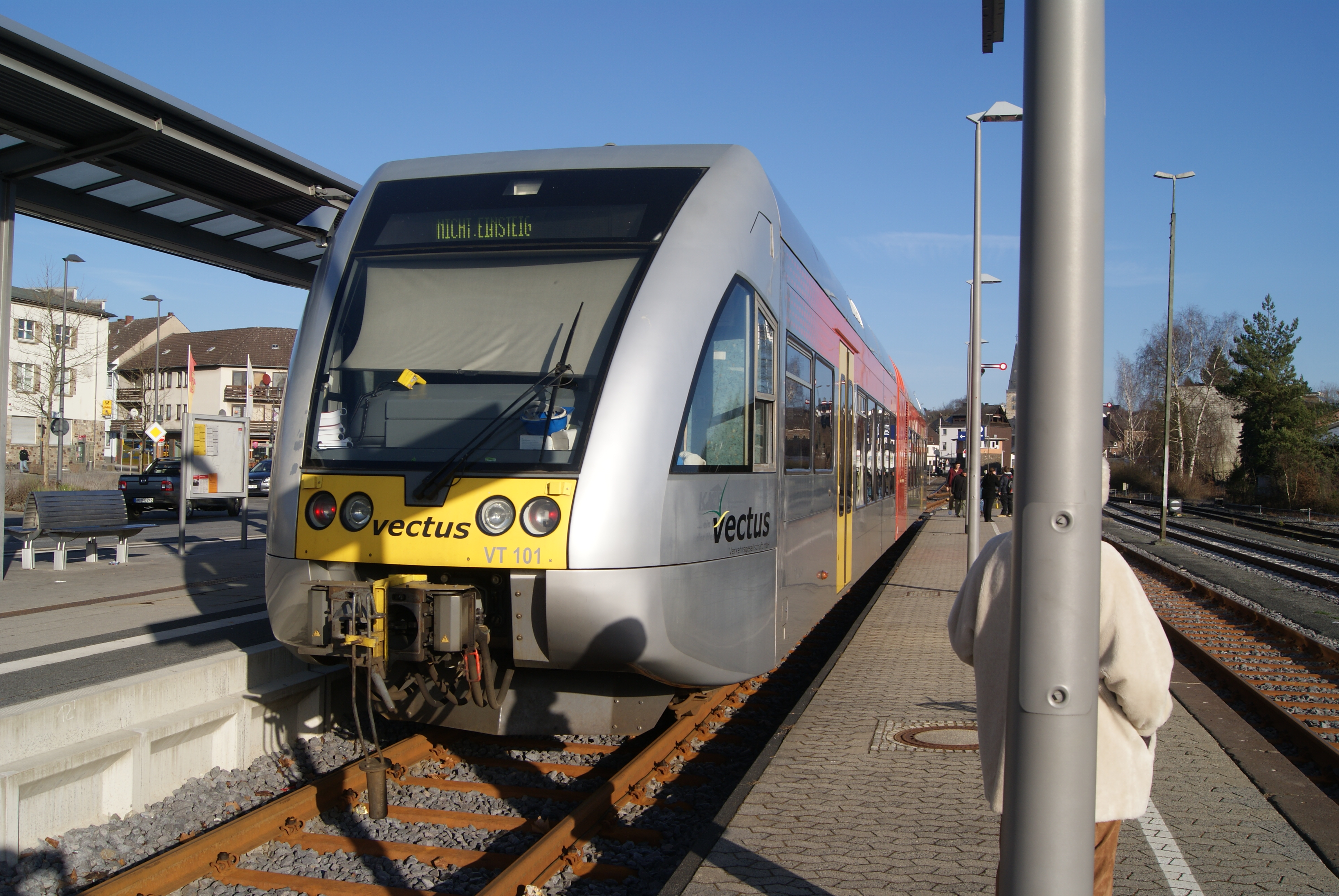
Ein Stadler GTW der Vectus im Bf Altenkirchen der Oberwesterwaldbahn

Das Unternehmen erbrachte insgesamt 2,4 Millionen Zug-Kilometer pro Jahr, dafür wurden zehn Triebwagen des Typs Alstom Coradia LINT 27 und 18 Triebwagen des Typs Alstom Coradia LINT 41 eingesetzt. Alle Fahrzeuge wurden 2004 gebaut. Nach der Lieferung der ersten Fahrzeuge fuhren einige bereits im Sommer 2004 auf der Strecke Limburg–Wiesbaden und weiteren Strecken.
Darüber hinaus hatte Vectus vier Stadler GTW von der Muttergesellschaft HLB bekommen, als Ausgleich für drei an die HLB übergebene LINT 27. Ein fünfter GTW verstärkte die Flotte, da sukzessive LINT der vectus zu HLB-Fahrzeugen umgebaut wurden, die während des Umbaus im Bestand fehlten.